# Lago Bonilla
O Lago Bonilla (em castelhano:  Laguna Bonilla) é um lago de água doce na província de Limón, na Costa Rica.

## Aspectos físicos
O Lago Bonilla é originário de deslizamentos de terra.

## Área de conversação
O Pantanal Lacustre Bonilla-Bonillita, criado em 1994, é composto por este lago e o lago Lancaster Arriba, o lago Lancaster Abajo e o lago Bonillita e seus arredores.